# 格伦·霍德尔
格連·荷杜（1957年10月27日—），英國人，生於倫敦海伊斯，是前足球員、前足球教練，曾效力英國著名球會熱刺，代表及執教英格蘭國家隊。
荷杜在球員時代是一名技術高超的進攻中場，以秀麗的技巧馳名；2007年獲選入英格蘭足球名人堂。

## 球員生涯
霍德尔在學童時期已加入熱刺。1975年荷杜首次升上一隊，時僅十七歲；兩年後當上正選，創造不少入球之餘，自己也射入一些精彩入球。以荷杜為重心的熱刺，雖於1977年從頂級聯賽降班，翌年便很快重返頂級聯賽。1979年，他首次為英格蘭代表隊出賽便取得入球；1981及1982年助熱刺贏得足總盃，並取得1984年歐洲足協盃冠軍。
荷杜是以技術上之高超天分見稱，但同時也表現飄忽，因為球不在腳時他的表現就會下降，因此國家隊對起用他甚為謹慎。即使如此，他仍在兩屆世界盃（1982及1986年）代表名單中榜上有名；1986年英格蘭闖入八強，荷杜居功不小。他於1980及1988年皆入選歐洲國家盃代表名單，其中後者也是荷杜最後一次代表的國家隊的賽事。
荷杜在1987年宣佈賽季完結後離開熱刺，轉到海外發展。他替球隊最後一次出賽正是足總盃決賽，結果負於。其後他投身法甲，加盟摩納哥，與領隊（前阿仙奴教練）及英格蘭國家隊隊友馬克·希利合作。
同於1987年，荷杜與熱刺及英格蘭國家隊隊友華度推出單曲Diamond Lights，在英國流行榜登前二十位。不過在2003年，這首歌郤在Channel 4舉辦的「史上最差勁單曲投票選舉」中排名第十四位。

## 領隊生涯

### 斯温登 (1991-1993)
荷杜效力摩納哥數年，至1991年3月才回歸英國，出任球員兼領隊。球隊當時受到財務醜聞影響，不單在1989－90年球季後被褫奪升上甲組聯賽的資格，在聯賽的表現也受到連累。荷杜首要要務是阻止降級至丙組聯賽，而他亦成功辦到。史雲頓在此後的1991－92年度球季繼續進步，季終排名第九，僅未能晉身升班附加賽。至1993年史雲頓終能進入附加賽，並於溫布萊球場上演的決賽勝莱斯特城四比三，抹去1990年財務問題的陰霾。當時年僅三十六歲的荷杜是最當時得令的年青英格蘭籍領隊之一，許多球會都希望邀他加盟。最後他選擇了車路士，而接任的是他的助理領隊约翰·戈尔曼。

### 切尔西(1993-1996)
1993年六月，荷杜成為切爾西的領隊兼球員（他於1995年結束球員生涯），助理領隊是前熱刺領隊彼得·舒里夫。荷杜首個球季便帶領切爾西闖入足總盃決賽，球隊上下都熱切希望能贏取獎盃，但郤以○比四大敗於。不過由於曼聯另外亦贏取了聯賽冠軍，切爾西雖然失意足總盃，仍能晉身。1994－95年球季，切爾西在此賽事中進入最後四強，方被薩拉戈薩以一球擊敗，而後者最終在決賽勝贏得冠軍。1995－96年球季，荷杜帶領球隊晉身足總盃四強，不過在超級聯賽郤僅位列第十一－這已是四年內第三次以此為最終名次。荷杜在任三年，直至於1996年接受英格蘭國家隊領隊的任命才離開。雖然其間他沒有贏得任何獎盃，但每季都只是僅差一線；而且他也找來了著名球星如及古烈治，此兩人對日後切爾西的成就舉足輕重。

### 英格蘭國家隊(1996-1999)
1996年荷杜坐上了英格蘭國家隊領隊位置──一個被英國人視為僅次於首相之職位。上台時荷杜帶領英格蘭在羅馬面對意大利，於一場令人難忘的大戰中賽和0-0，藉以晉身1998年世界盃。不過，他郤因為於決賽周名單棄用、及安插信仰治療師艾琳·德鲁里（Eileen Drewery）於英格蘭隊教練團隊之中，而引發爭議，球隊更被小報戲稱為The Hod Squad。英格蘭隊於1998年世界盃晉級次圈，最終互射十二碼敗於阿根廷出局，該仗最為人記得的，是英隊球星被逐離場。
2000年歐洲國家盃外圍賽英格蘭隊表現不濟，令荷杜備受壓力。期間他在泰晤士报訪問中，直指傷殘人士因為前生犯下罪孽以致今生受苦，終於在1999年二月被辭退。這訪問引起軒然大波，連首相亦出手干預，致使英格蘭足總不得不終止荷杜的合約。

### 南安普顿 (2000-2001)
相隔一年，荷杜重回足球界，接替因為要專心應付兒童性侵犯指控（其後證明清白）而辭職的戴夫·鍾斯（Dave Jones），成為領隊。雖然不被看好，荷杜仍成功帶領修咸頓留在英超聯賽。但2001年3月，荷杜卻突然宣佈重返熱刺任領隊，鬧得十分不快。修咸頓主席對荷杜此舉大加指責，荷杜卻反諷修咸頓主席不懂足球，沒資格當球會主席。

### 熱刺 (2001-2003)
荷杜重返熱刺前，熱刺過去十年在頂級聯賽都甚為不濟，甚至一度打護級。荷杜志切要令熱刺重生，在首季便令人眼前一亮。熱刺在聯賽杯打入決賽，但浪費了領先一球之優勢，被反勝2-1，讓後者奪得聯賽杯。其後熱刺氣勢回落，在英超最終僅排第九，只比之前一季第11名稍有進步。
2002－03年球季，熱刺亦有好開始，於八月底高踞英超榜首，荷杜更當選該月最佳領隊。不過球隊後勁不繼，最終僅排名第十，壓力隨之而來。2003-04年球季熱刺季初成績欠佳，荷度終於在9月被辭退。當時熱刺打了六場只得四分。諷刺的是，他執掌的最後一場球賽，正是對老東家南安普顿，而且負1-3。

### 狼隊（2004至2006）
荷杜於2004年12月重返足壇，執教狼隊，剛巧又是接替戴夫·鍾斯。狼隊當時剛從超級聯賽降班，經過2004－05年冠軍聯賽季初的不濟表現，高層認為荷杜是最合適之接替人選。荷杜穩住了球隊，更令他們在賽季剩下的五個月僅敗一場；不過當中有十五場只能賽和對手，也令他們無法晉身升班附加賽，更使其他英冠球隊有機可乘。2005－06年球季之初，狼隊被視為升上超級聯賽的熱門隊伍，但由於水準不穩，結果依然與升班附加賽無緣。外界都預期荷杜會因此在2006年夏天離職。儘管季後狼隊召開董事會後宣佈荷度留任，未能升級的狼隊大將星散，荷度仍於7月1日宣佈辭去狼隊領隊職務，而首位非西歐籍英格蘭國家隊教練艾歷臣亦在同日離職。

### 足球學院（2008-）
荷杜於2008年在西班牙建立以自己為名的足球學院（Glenn Hoddle Academy，簡稱GHA），讓未能晉身一隊的青年球員以獎學金入讀，經培訓後再推薦給球會。

## 榮譽

### 球員
熱刺
- 歐洲足協盃
  - 冠軍：1984年；
- 英格蘭足總盃
  - 冠軍：1981年、1982年；
- 英格蘭慈善盾
  - 冠軍：1981年；
  - 亞軍：1982年；

摩納哥
- 法甲
  - 冠軍：1987/88年；
- 法國盃
  - 冠軍：1991年；

### 球員兼領隊
車路士
- 英格蘭足總盃
  - 亞軍：1994年；

### 領隊
熱刺
- 英格蘭聯賽盃
  - 亞軍：2001/02年；

## 外部連結
- 足球資料庫：格伦·霍德尔的領隊統計數據
- 荷杜的言論集
- 格連·荷度足球學院 （页面存档备份，存于）